# Wilhelm von Schadow

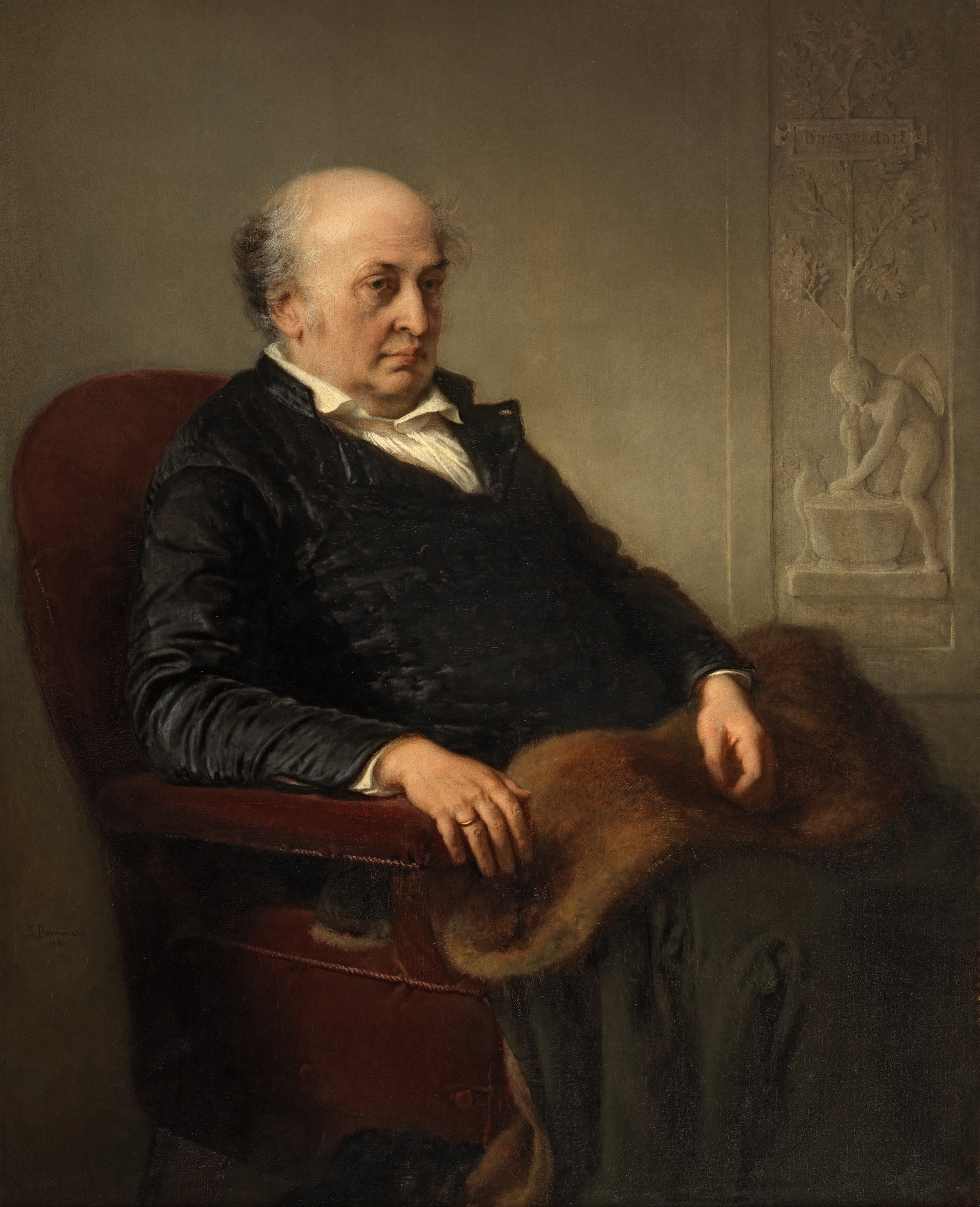
Wilhelm von Schadow, 1860 gemalt von seinem Schüler und Schwager Eduard Bendemann (Königliches Museum der Schönen Künste Antwerpen). Schadows Unterschrift:

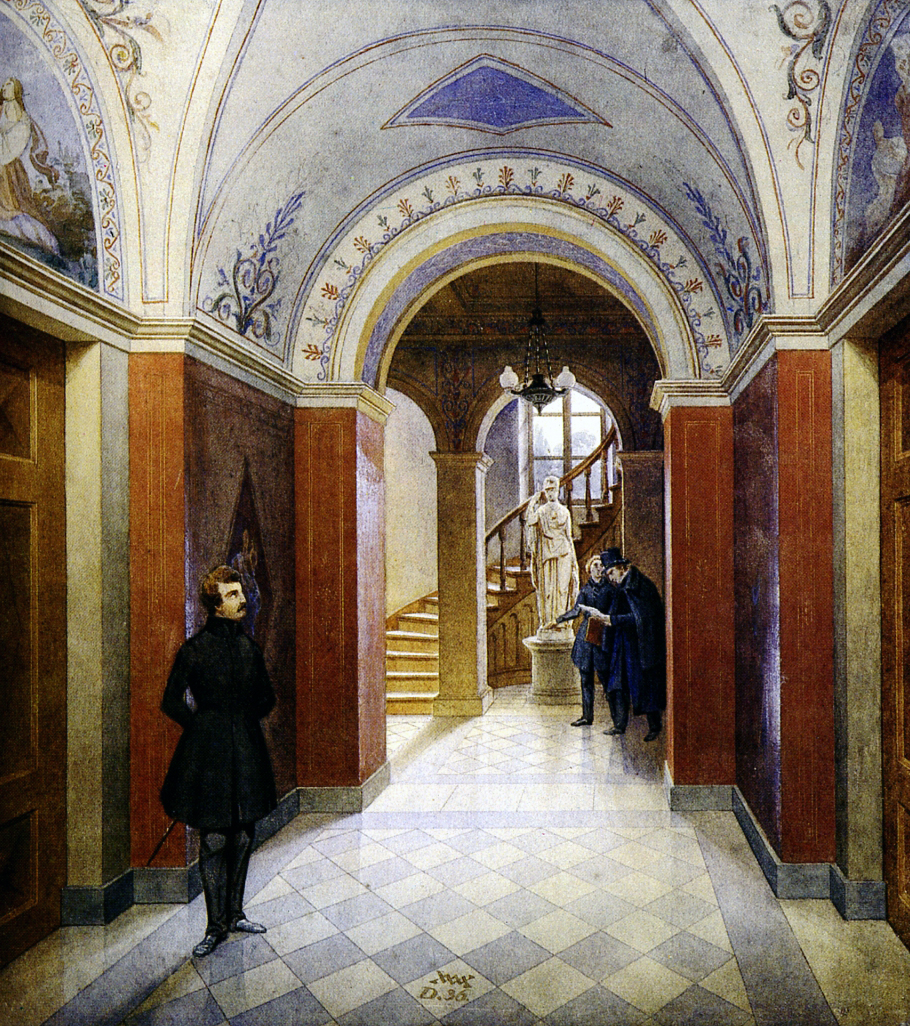
Vestibül im Wohnhaus Schadows in Düsseldorf, im Hintergrund Schadow mit einem Besucher, Aquarell von Rudolf Wiegmann, 1836

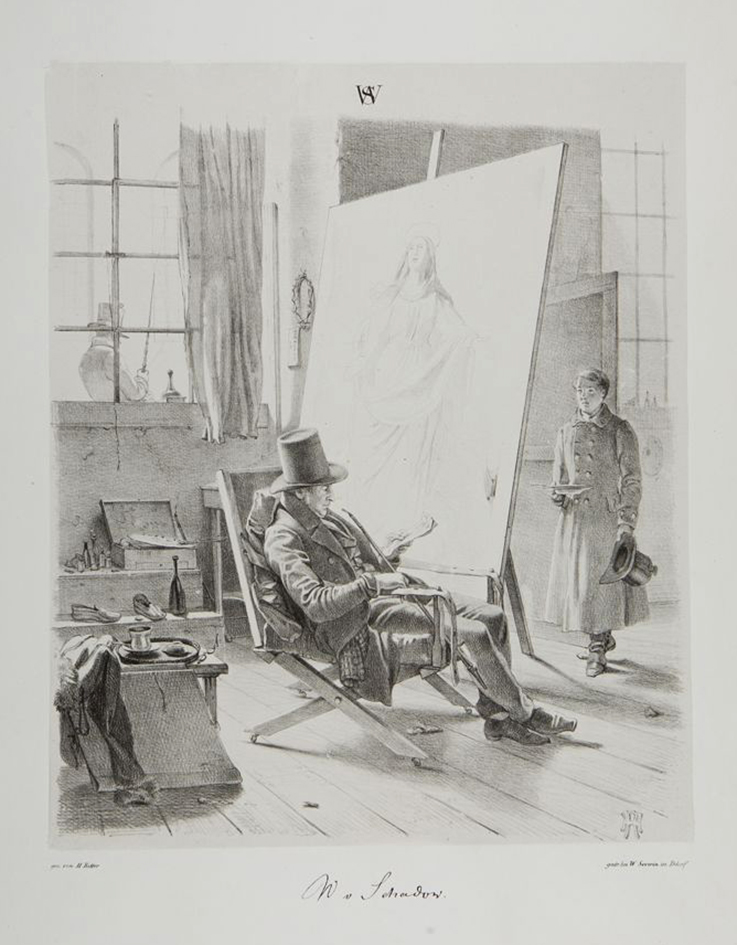
Wilhelm von Schadow in seinem Atelier, Zeichnung von Henry Ritter, 1845

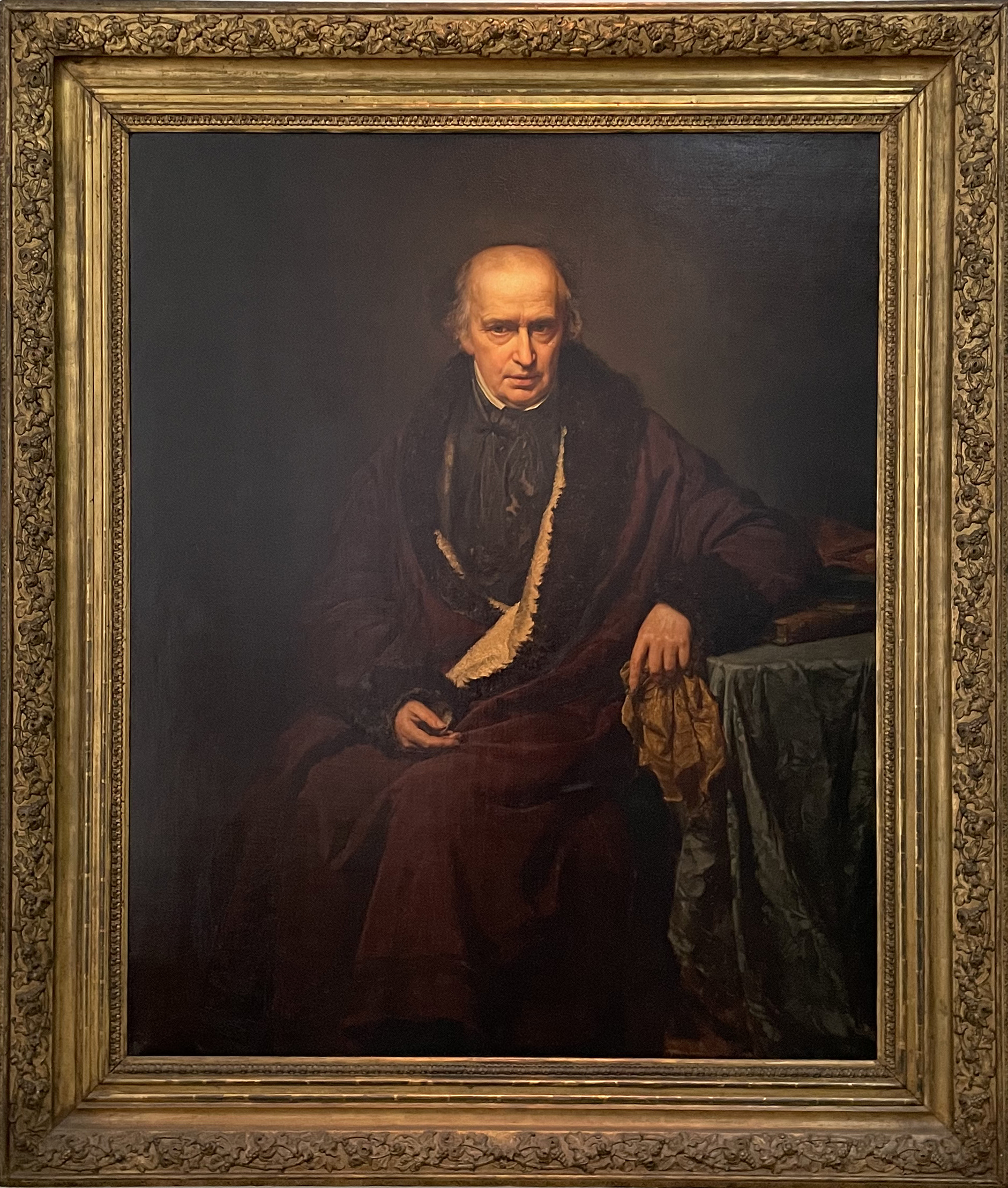
Wilhelm von Schadow, 1852 gemalt von Julius Roeting

Friedrich Wilhelm von Schadow (* 6. September 1788 in Berlin; † 19. März 1862 in Düsseldorf) war ein deutscher Maler. Gemeinsam mit dem Nazarener Peter von Cornelius begründete er die Düsseldorfer Malerschule.

## Leben

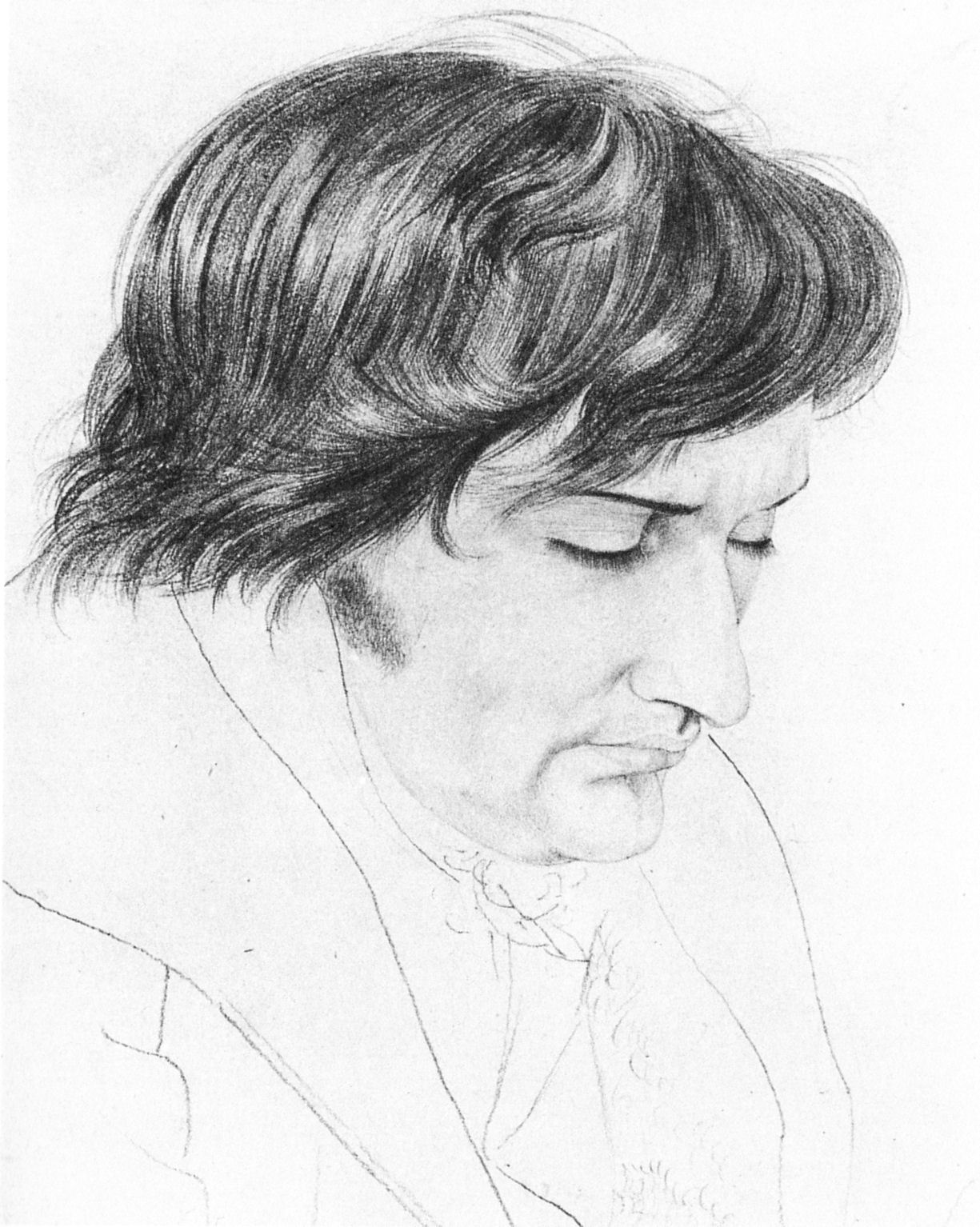
Wilhelm Schadow, 1818 gezeichnet von Karl Philipp Fohr

Wilhelm Schadow war der Sohn des Bildhauers Johann Gottfried Schadow und dessen Ehefrau Marianne (1758–1815), Tochter des jüdischen Wiener Juwelenhändlers Samuel Devidels (1731–1790). Seinen ersten künstlerischen Unterricht erhielt Schadow durch seinen Vater. Mit 20 Jahren ließ er sich an der Akademie der Künste ausbilden und wurde dort Schüler von Friedrich Georg Weitsch und Karl Wilhelm Wach.
Bereits 1806 nahm Schadow an einer großen Akademie-Ausstellung mit einem Porträt der Sängerin Julie Zelter teil. Schadow stellte die Frau Carl Friedrich Zelters (geborene Pappritz) als heilige Cäcilie im Stil John Flaxmans dar. Zwischen 1806 und 1807 diente Schadow in der preußischen Armee als „freiwillig Einjähriger“.
1810 beendete Schadow erfolgreich sein Studium an der Akademie und ging zusammen mit seinem Bruder, dem Bildhauer Rudolf Schadow, nach Italien. Dort hatte er Kontakt zu dem dänischen Bildhauer Bertel Thorvaldsen. Über diesen kam Schadow bald in Kontakt mit dem Künstlerkreis um Caroline von Humboldt. Er war von den Nazarenern Peter von Cornelius, Friedrich Overbeck, Johann Nepomuk Höfel, Philipp Veit und Karl Wilhelm Wach sehr beeindruckt und schloss sich dieser Gruppe – inzwischen als Lukasbund bekannt – 1813 an.
Durch den Einfluss Friedrich Overbecks konvertierte Schadow 1814 vom evangelischen zum katholischen Glauben. Während seines Romaufenthaltes malte er meist religiöse Monumentalbilder im akademisch-klassizistischen Stil. Zwischen 1816 und 1818 war Schadow zusammen mit Cornelius, Overbeck und Veit an der Ausschmückung der Villa Bartholdy beteiligt. Im Sommer 1819 kehrte Schadow auf Bitten von Karl Friedrich Schinkel wieder nach Berlin zurück; begleitet wurde er dabei von Karl Wilhelm Wach. Schadow avancierte zum Dozenten der Berliner Kunstakademie und lehrte dort bis 1826.
1820 heiratete Schadow Charlotte von Groschke, eine Tochter des Hofarztes Johann Gottlieb von Groschke (1760–1828). Mit ihr hatte er eine Tochter, Sophie (1823–1892), die spätere Ehefrau von Richard Hasenclever (1812–1876), und einen Sohn, Johann Gottfried Rudolf, den späteren preußischen Generalleutnant.
In den Jahren 1822 und 1825 leitete Schadow in Berlin ein großes Atelier, das – vom König gefördert – viele Schüler anzog. Ende 1825 gab er diesen Arbeitsplatz auf und schloss sein Atelier, da ihn der preußische Kultusminister Karl vom Stein zum Altenstein zum Direktor der Düsseldorfer Kunstakademie ernannt hatte. Anfang 1826 trat er seinen Dienst dort als Nachfolger von Peter von Cornelius an.
Unter Wilhelm von Schadow entwickelte sich die Düsseldorfer Kunstakademie zu einer Drehscheibe für neue künstlerische Ideen und Inspirationen. Hierzu gehörte die Lehrform, die enge Beziehung von Meistern und Schülern sowie die thematisch und im künstlerischen Stil ausgedrückte Einheit von Poesie und Natur. Zum Erfolg der Akademie trug bei, dass von Schadows beste Schüler ihm, der 1826 aus Berlin kam, an den Rhein folgten: Theodor Hildebrandt, Eduard Bendemann, Julius Hübner, Carl Friedrich Lessing, Christian Köhler, Heinrich Mücke und Karl Ferdinand Sohn. Es entstand nach kurzer Zeit die Düsseldorfer Malerschule.
Aufsehen erregte Schadow mit einem seiner ersten Düsseldorfer Bilder, die Darstellung der „Mignon“ nach „Wilhelm Meister“ von Johann Wolfgang von Goethe, für die ihm die junge Schauspielerin Constance Le Gaye Modell gesessen hatte.
Im Auftrag des Naumburger Domherren Immanuel Christian Leberecht von Ampach entstand 1827 bereits wieder in Deutschland das Gemälde Christus unter den Pharisäern, auch Christus, das Gesetz erklärend genannt für den Christus-Zyklus im Naumburger Dom.
In seiner Eigenschaft als Direktor der Akademie war Schadow maßgeblich an der Verbesserung des Kunststudiums sowie der dazugehörigen praktischen Ausbildung beteiligt. In seinen 1828 gedruckten „Gedanken über eine folgerichtige Ausbildung des Malers“ legte er die vielerorts beachteten Prinzipien seiner Kunstauffassung und Didaktik öffentlich dar. 1829 wirkte er an der Gründung des Kunstvereins für die Rheinlande und Westfalen mit. Zwischen 1830 und 1831 und später noch einmal von 1839 bis 1840 hielt sich Schadow in Rom auf. Von diesen Reisen brachte er viele Skizzen und Ideen mit, die im Atelier die Grundlage seines weiteren künstlerischen Schaffens bildeten. Im Anschluss an seine Italienreise von 1830/31 führte Schadow eine Akademiereform durch, die für die Schüler einen dreistufigen Ausbildungsgang aus Elementarklasse, Vorbereitungsklasse und Klasse der ausübenden Eleven vorsah, wobei die letzte Stufe die entscheidende Neuerung darstellte, weil darin nach dem Erlernen der Grundlagen die gestalterischen Fähigkeiten sowie das selbständige Arbeiten gefördert wurde. Die besten Absolventen konnten anschließend noch die sogenannte Meisterklasse besuchen. Hierbei erhielten sie eigene Ateliers im Akademiegebäude, so dass sie der Kunstakademie noch als Vorbilder für den Nachwuchs verbunden blieben.
1842 wurde Schadow von der Universität Bonn mit dem Titel Dr. phil. h.c. geehrt. Mit Adelsbrief vom 4. Januar 1843 wurde er als „von Schadow-Godenhaus“ in den erblichen preußischen Adelsstand erhoben. Der Zusatz „Godenhaus“ stammte vom Rittergut Godenhaus bei Sinzig, das er 1841 erworben hatte. Laut Ernennungsurkunde hieß der Titel offiziell „Ritter Schadow von Godenhaus“. Bei der Nobilitierung wurde ihm ein Wappen verliehen, „in blauem Schild, in welchem ein Regenbogen von natürlicher Farbe und unter demselben eine fliegende silberne Taube, im rothen Schnabel einen grünen Oelzweig erscheint“, mit Helmzier und Wahlspruch „Gloria in excelsis Deo pax hominibus“.
Zwischen 1848 und 1852 entstand Schadows letztes großes Werk: ein Triptychon mit der allegorischen Darstellung von „Himmel, Fegfeuer und Hölle“. Inspiriert wurde er durch die Lektüre von Dantes „Göttlicher Komödie“. Durch ein schweres Augenleiden musste er immer wieder pausieren, und erst nach einer Operation konnten diese drei Bilder für einen Saal des Landgerichts Düsseldorf im Hondheimschen Palais fertiggestellt werden.
Als Schadow nach 25 Jahren sein Dienstjubiläum an der Kunstakademie hatte, feierten ihn die Künstler des Malkastens am 30. November 1851 mit einem Schadowfest. Bei dieser Gelegenheit wurde der Flinger Steinweg in Schadowstraße umgetauft. Aus diesem Anlass wurde ihm auch ein Künstleralbum verehrt. 70 ehemalige Schadow Schüler von A wie Andreas Achenbach bis Z wie Julius Zielke hatten hierfür eine Zeichnung oder Skizze zur Verfügung gestellt. Adolf Schroedter war mit zwei Bildern vertreten, so gab es 71 Blätter, die im Album vereint sind und die die Düsseldorfer Szene der damaligen Zeit widerspiegeln.
1857 erlitt Schadow kurz vor seinem 69. Geburtstag einen Schlaganfall, von dem er sich nicht mehr erholte. Zwei Jahre später legte er alle seine Ämter nieder und zog sich ins Privatleben zurück. Im Alter von 73 Jahren starb Schadow am 19. März 1862 in der Hofgartenstraße 8, im Haus seiner Tochter Sophie und ihres Gatten Richard Hasenclever, und wurde auf dem Golzheimer Friedhof beerdigt, so wie auch schon zuvor die nur wenige Monate lebende Tochter Anna Maria (* 10. März 1828; † 27. Juli 1828).
Ihm zu Ehren benannte man in Düsseldorf die Schadowstraße nach ihm. In dieser früher Flinger Steinweg genannten Magistrale ließ er von dem Architekten Rudolf Wiegmann, einem befreundeten Kollegen aus der Akademie, bis 1838 als seinen herrschaftlichen Wohnsitz ein dreigeschossiges Palais im Rundbogenstil errichten (Steinweg 212 4/20, seit 1856 Schadowstraße das Eckhaus 54 und Nachbarhaus 56). Auch der Schadowplatz mit dem Schadow-Denkmal und die Schadow-Arkaden tragen seinen Namen. Seit Ende der 1890er Jahre prangt sein Name links über dem Hauptportal des Gebäudes der Kunstakademie.

## Werke (Bilder)

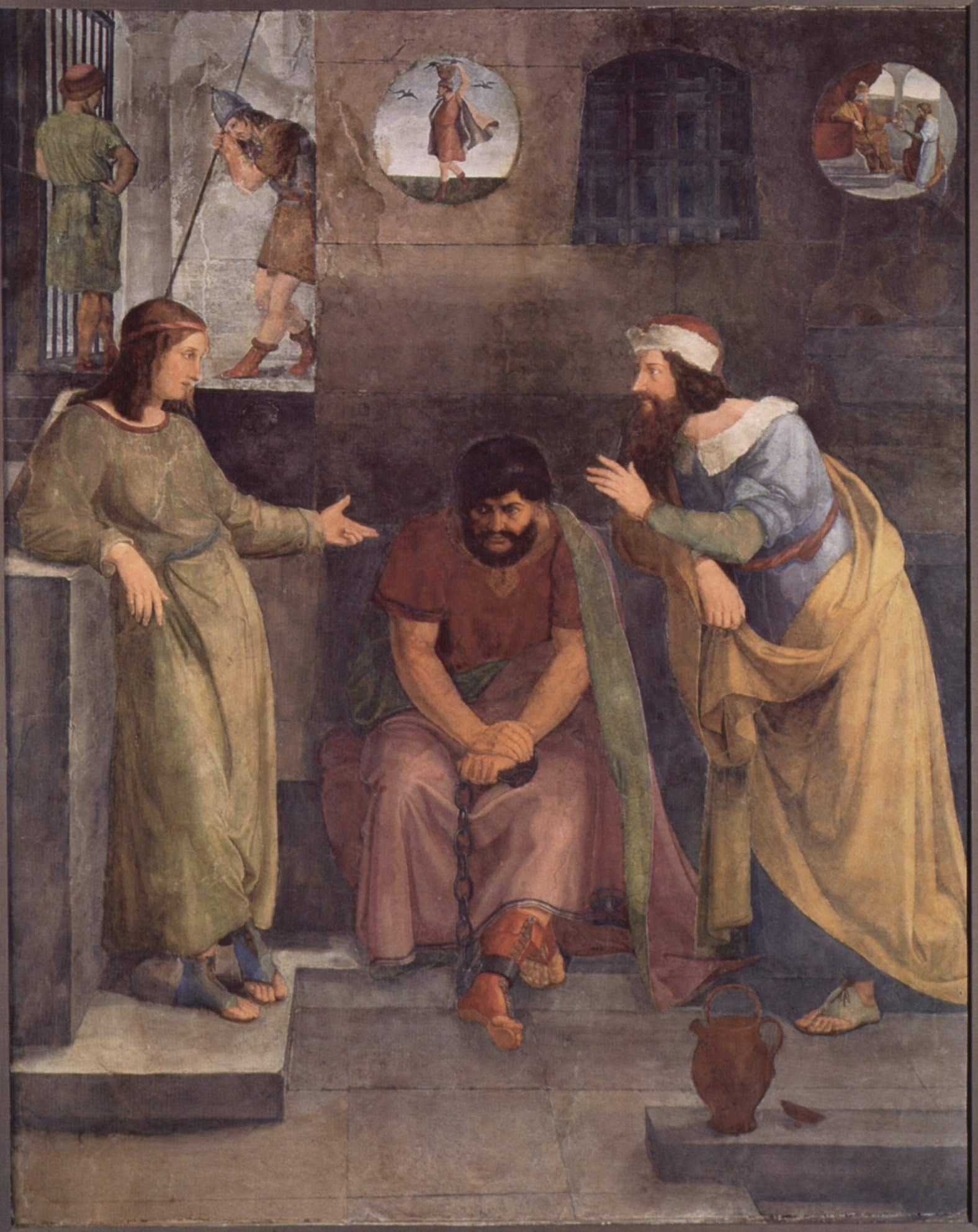
Josephs Traumdeutung im Gefängnis, 1816/17

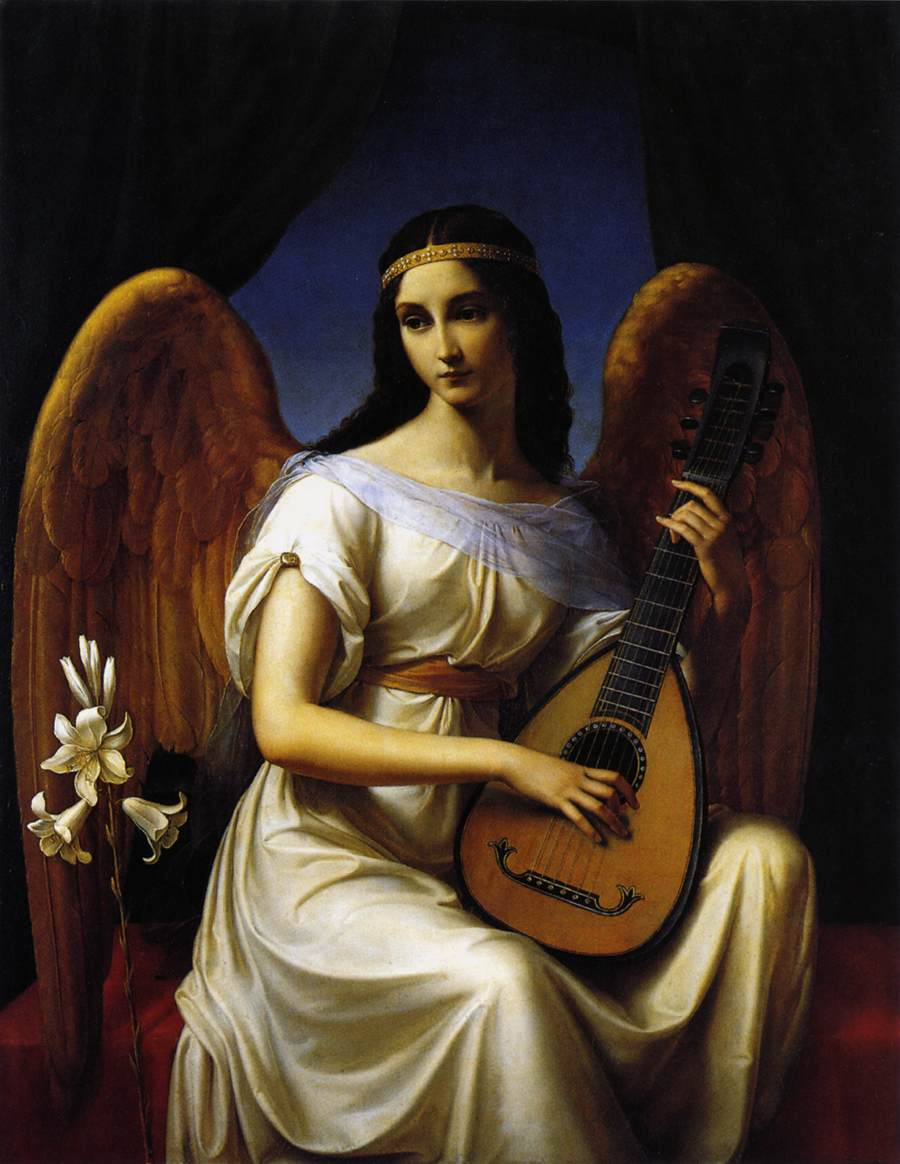
Mignon, 1828

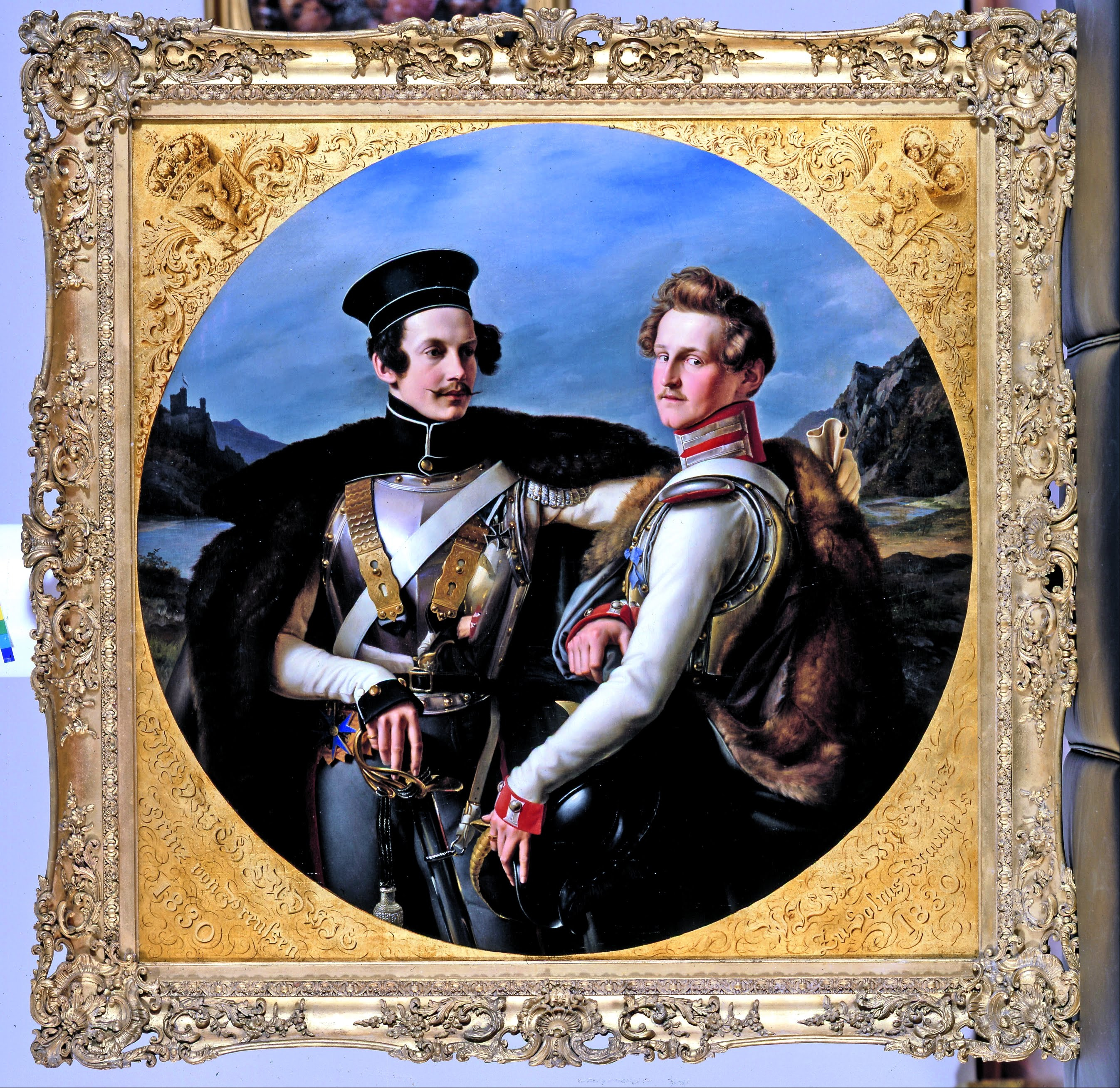
Doppelbildnis der Prinzen Friedrich von Preußen und Wilhelm zu Solms-Braunfels in Kürassieruniformen, 1830, Museum Kunstpalast

Schadows Malstil war an den alten Meistern des Quattrocento sowie der altdeutschen und altniederländischen Malerei orientiert. Seine Werke heben sich durch Naturtreue und einen ausgeprägten Kolorismus von der eher formalen und linearen Malweise der übrigen Nazarener ab. Zur Kennzeichnung seines Malstils wird nicht selten der Begriff Feinmalerei benutzt. Dieser Stil zeichnete sich aus durch eine korrekte, strenge Zeichnung, emaillehafte Oberflächen mittels feinem, glattem Farbauftrag, einen klaren und einfachen Bildaufbau, eine geometrisierende Abstrahierung der Einzelform sowie die exakte Wiedergabe realistischer Details bei einer insgesamt idealisierten Auffassung des Dargestellten. Häufig wurden von ihm monumental aufgefasste Einzelgestalten gemalt. In dieser Weise konnte er sich schon bald als gesuchter Porträtmaler einen Namen machen.
- 1810: Porträts der Königin Luise (posthum) und ihres Gatten Friedrich Wilhelm III.
- 1816–1818: Ausmalung der Casa Bartholdy zusammen mit Cornelius, Overbeck und Veit: Joseph im Gefängnis und Die Überbringung des blutigen Rocks an Jacob (Berlin, Nationalgalerie)
- 1818: drei Porträts von Caroline, Gabriele und Adelheid von Humboldt (1931 verbrannt bzw. 1945 zerstört)
- um 1818: Selbstbildnis mit Ridolfo Schadow und Bertel Thorvaldsen, (Berlin, Nationalgalerie)
- 1824: Anbetung der Könige (Garnisonkirche, Potsdam)
- 1824: Altarbild Christus der Auferstandene zwischen den Evangelisten Johannes und Matthäus (Zisterzienserabtei Pforta)
- 1827: Christus unter den Pharisäern (Naumburger Dom)
- 1828: Caritas (Museum Kunstpalast, Düsseldorf; Vorstudie (Kunstsammlung der Universität Göttingen))[6]
- 1829: Porträt des Felix Schadow (1819–1861), des Halbbruders des Künstlers (Fürstliche Sammlungen Liechtenstein)
- 1830: Doppelbildnis der Prinzen Friedrich von Preußen und Wilhelm zu Solms-Braunfels in Kürassieruniformen (Museum Kunstpalast, Düsseldorf)
- 1835: Christus auf dem Weg nach Emmaus (Berlin, Nationalgalerie)
- 1838–1842: Die klugen und die törichten Jungfrauen (Frankfurt, Städelsches Kunstinstitut)
- 1840/42: Pietas und Vanitas (Bonn, LVR-LandesMuseum)
- 1848–1852: dreiteiliges Wandgemälde Himmel, Fegefeuer und Hölle nach Dantes Göttlicher Komödie für das Landgericht Düsseldorf (Museum Kunstpalast, Düsseldorf)

## Werke

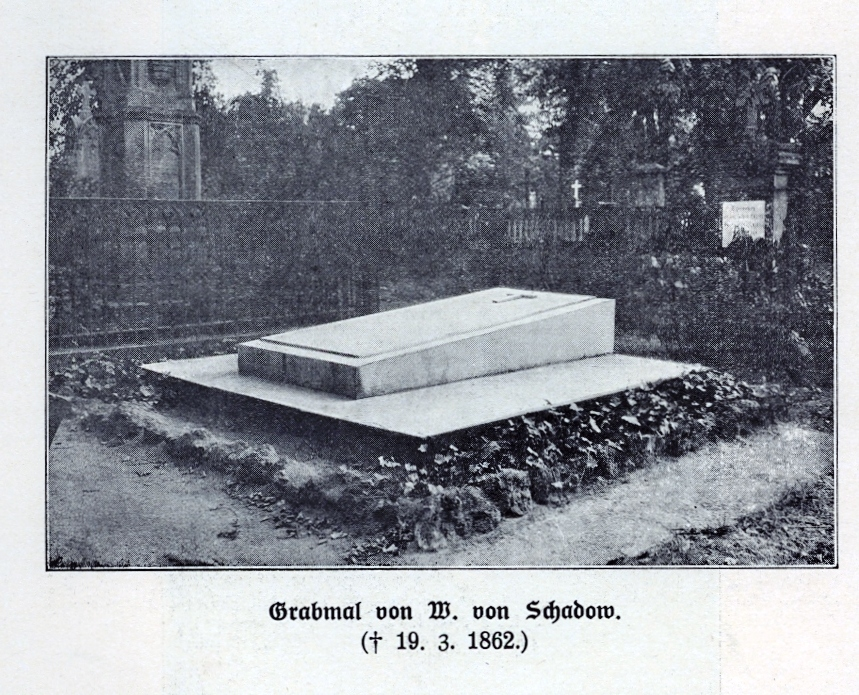
Grabmal von W. von Schadow auf dem Golzheimer Friedhof, Aufnahme von 1911

- Meine Gedanken über eine folgerichtige Ausbildung des Malers. In: Berliner Kunstblatt 1 (1828), S. 264–273.
- Der moderne Vasari. Erinnerungen aus dem Künstlerleben. Berlin 1854 (Digitalisierte Ausgabe der Universitäts- und Landesbibliothek Düsseldorf).
- Über den Einfluß des Christentums auf die bildende Kunst. Düsseldorf 1843.